# ディテュランボス
ディテュランボス（古希: Διθύραμβος, dithurambos）、ディシラム（英: dithyramb）、ディテュランベ（独: Dithyrambe）、酒神讃歌（しゅしんさんか）は、古代ギリシアの讃歌の一種。元々はディオニューソス神を称えるものだった。その熱狂的な性格はしばしばアポローン神への讃歌（パイアン）と対比される。アリストテレスによると、古代ギリシア劇の起源であるという。リチャード・ベントレーはディテュランボスは古いバックス（バッカス）讃歌で相当古いものがあると書いている。

## 形式
ディテュランボスは最高50人の成人男子または少年からなるコロスによって歌われる。コロスは輪になって踊り、確かな証拠はないが、当初はサテュロスの扮装をしていたものと思われる。アウロスも持っていたかも知れない。ディテュランボスは基本的にディオニューソスの生涯に起きた事件を扱う。コロスのリーダーが主人公を演じ、抒情的なやりとりが彼と他のコロスとの間で繰り広げられる。
ディテュランボス合戦は、ディオニューソス祭やレナイア祭といった祭の重要な出し物だった。おのおの部族から2つのコロス（1つは成人男子、もう1つは少年）が参加し、優勝を目指し競いあった。アテナイでの大会の結果は記録に残っていて、優勝チームと劇場の名前は書いてあるが、詩の内容までは書かれていない。劇場によっては、優勝者の勝利を後世に残すため記念碑を建てることもあっただろう。

## 歴史
最初のディテュランボスは紀元前7世紀頃のアテナイで作られた。もしかすると作ったのはギリシャ人ではなかったのかも知れない。瞬く間に他のギリシアの都市国家に広まり、ケオス島のシモーニデース、ピンダロス、バッキュリデースといった詩人たちが歌を作った（このうち、バッキュリデースの歌だけが現存している）。後にはディオニューソス以外の神に捧げられることもあったが、ディテュランボスは（伝えられるところでは、アリオンによって）文学的な形式に発展していった。アリストテレスによれば、それはギリシア悲劇に進化し、しばらくの間、ディテュランボスはギリシア悲劇と並行して発達し続けた。原始「悲劇」としてのディテュランボスの最も端的な特徴は、それは既にギリシア悲劇が完成された後に作られたものであるが、バッキュリデースのディテュランボスに見ることができる。それは1人の俳優とコロスとの対話から成り、アイスキュロスが2人目の俳優を登場させる以前の悲劇と相通じるものがある。紀元前4世紀になると、ディテュランボスはすっかり廃れてしまった。しかしディテュランボス合戦は、ギリシアがローマ帝国に滅ぼされるまで続けられた。
英語で書かれたディテュランボスは少ないが、ジョン・ドライデンの『アレクサンダーの饗宴 Alexander's Feast』（1697年）は有名である。なお、形容詞化した「dithyrambic」は、現在でも、熱狂的な話し方や書き方を表す時に用いられる。